# Polydesmus hybridus
Polydesmus hybridus är en mångfotingart som beskrevs av Peters 1864. Polydesmus hybridus ingår i släktet Polydesmus och familjen plattdubbelfotingar. Inga underarter finns listade i Catalogue of Life.